# 新瓦西里夫卡 (五一城區)
47°41′52″N 30°38′39″E / 47.69778°N 30.64417°E
新瓦西里夫卡（烏克蘭語：Нововасилівка）是位於烏克蘭南部的村莊，由尼古拉耶夫州五一城區的弗拉季伊夫卡市鎮負責管轄。該村始建於1795年，面積2.32平方公里，海拔高度64米，2001年人口732，人口密度每平方公里315.5人。